# Macrocallista maculata
Macrocallista maculata är en musselart som först beskrevs av Carl von Linné 1758.  Macrocallista maculata ingår i släktet Macrocallista och familjen venusmusslor. Inga underarter finns listade i Catalogue of Life.
Höger och vänster klaff av samma exemplar:

Höger klaff
Vänster klaff